# Monaco aux Jeux olympiques de la jeunesse d'été de 2010
Monaco participe aux Jeux olympiques de la jeunesse d'été de 2010 à Singapour.
L'équipe monégasque est composée de 4 athlètes qui concourent dans 3 sports: sports nautiques (plongée, natation), voile et taekwondo. Son porte-drapeau est Pauline Ducruet, nièce du Prince souverain.

## Plongée
- Pauline Ducruet

## Voile
- Massimo Mazzolini

## Natation
- Amélie Trinquier

## Taekwondo
- Christopher Deleage